# Johan Devrindt
Johan Devrindt est un footballeur international belge né le 14 avril 1945 à Overpelt (Belgique).

## Biographie
Johan Devrindt joue attaquant notamment à Anderlecht et en équipe de Belgique pour laquelle il inscrit 15 buts en 23 sélections de 1964 à 1975. Il fait partie du onze anderlechtois Diables Rouges qui joue le 30 septembre 1964 à Anvers (Belgique-Pays-Bas, 1-0). Il participe aussi avec la Belgique à la coupe du monde 1970 au Mexique.
Il joue également au PSV Eindhoven, au FC Bruges et au KSC Lokeren.

## Palmarès
- International belge A de 1964 à 1975 (23 sélections et 15 buts marqués)
- Champion de Belgique en 1965, 1966, 1967 et 1968 avec le RSC Anderlecht, en 1973 avec le FC Bruges
- Vainqueur de la Coupe de Belgique en 1965 avec le RSC Anderlecht
- Finaliste de la Coupe des villes de foires en 1970 avec le RSC Anderlecht